# Afrixalus laevis
Afrixalus laevis е вид земноводно от семейство Hyperoliidae. Видът е незастрашен от изчезване.

## Разпространение
Разпространен е в Габон, Демократична република Конго, Екваториална Гвинея, Камерун и Уганда.